# Indigofera simaoensis
Indigofera simaoensis är en ärtväxtart som beskrevs av Y.Y.Fang och Chao Zong Zheng. Indigofera simaoensis ingår i släktet indigosläktet, och familjen ärtväxter. Inga underarter finns listade i Catalogue of Life.